# Дарраги, Усама
Усама Дарраги (араб. أسامة الدراجي‎; 3 апреля 1987, город Тунис) — тунисский футболист, полузащитник клуба «Клуб Африкэн».
С 2007 года играет за тунисский клуб «Эсперанс». В сезоне 2010/11 забил 10 мячей и разделил 2-е место среди бомбардиров с бразильским нападающим Петроли Буэно.
За национальную сборную Туниса играет с 2008 года.

## Статистика
Статистика выступлений за сборную (на 28 июля 2011):
| Сезон | Сыграно Матчей | Голы |
| ----- | -------------- | ---- |
| 2011  | 3              | 3    |
| 2010  | 7              | 0    |
| 2009  | 8              | 3    |
| 2008  | 4              | 0    |